# 愛媛県道173号横浜生名港線
愛媛県道173号横浜生名港線（えひめけんどう173ごう よこはまいきなこうせん）は愛媛県越智郡上島町を通る一般県道である。本路線は生名島の中心部を通るため、島民の生活道路としての要素が大きい。またその立地から広島県との結びつきが強く、本路線が接しているすべての港は、尾道市因島方面へ通じるフェリーが定期航路されている。

## 概要

### 路線データ
- 陸上距離：4.7 km
- 起点：上島町生名横浜
- 終点：上島町生名

## 歴史
- 1958年（昭和33年）6月27日 - 愛媛県告示第566号により、本路線を整理番号54番として県道に認定される[1]。
- 1972年（昭和47年）3月16日 - 愛媛県が愛媛県道173号横浜生名港線として認定。

## 地理

### 通過する自治体
- 越智郡上島町

### 交差する道路
- 愛媛県道338号岩城弓削線（ゆめしま海道）

#### 重複区間
- 愛媛県道338号岩城弓削線（上島町生名～上島町生名）

### 沿線にある施設など
- 伯方警察署 生名駐在所
- 立石港
- 上島町 生名総合支所
- 生名港